# Kenneth van Genderen
Kenneth van Genderen is een inheems-Surinaams bestuurder en politicus. Hij was van circa 2005 tot 2013 voorzitter van de Amazone Partij Suriname (APS).

## Biografie
Van Genderen was rond 2004 sergeant in het Nationale Leger en ondersteunde onder meer de politie tegen drugsbendes.
In 2005 trad hij aan als voorzitter van de APS, die het voor de belangen van inheemse Surinamers opneemt. Een maand voor de verkiezingen van 2005 raakte hij in een intern conflict verwikkeld met de voormalige voorzitter, Nardo Aloema. Toen die niet verkiesbaar gesteld werd voor het district Marowijne, verliet Aloema de partij. Van Genderen loodste de APS de verkiezingen in, in een samenwerkingsverband met de A1-Combinatie. Mede door het conflict liepen de verkiezingen voor de partij echter op een fiasco uit.
Na de verkiezingen kwam de partij in een inactieve periode terecht en in 2010 werd niet deelgenomen aan de verkiezingen. Omdat een groep inheemse mensen rondom René Artist zich niet door het zittende kabinet Bouterse vertegenwoordigd voelde, en niet van nul af aan wilde beginnen, werd contact met Van Genderen gezocht. Die reageerde enthousiast op het laten herleven van de APS en droeg de voorzittershamer eind maart 2013 aan Artist over.
In juni 2014 was Van Genderen lid van de districtsraad van Nickerie.